# Eleonora Bischi
Eleonora Bischi (Roma, 17 dicembre 1986) è una calciatrice italiana, di ruolo difensore.

## Palmarès

### Club
- Campionato italiano di Serie A2: 1

Roma: 2007-2008
- Coppa Italia: 2

Tavagnacco: 2012-2013, 2013-2014